# Porxo del Mig
El Porxo del Mig és una obra de Juncosa (Garrigues) inclosa a l'Inventari del Patrimoni Arquitectònic de Catalunya.

## Descripció
És un porxo amb un habitatge superior de dos pisos. És un arc de mig punt una mica rebaixat que arrenca d'un petit sòcol. Està fet tot de pedra vista amb carreus ben escairats. Les parets laterals s'han adossat amb posterioritat al porxo; ho veiem a través de material que és diferent, així com el tipus de parament murari o també perquè la façana renaixentista ha estat mutilada.
Just a sobre de l'arc hi ha una finestra amb motllures llises. Resulta interessant la inscripció del dintell de la finestra gran on s'hi pot llegir: "A 21 d'abril de lani 1598 se/ comença es/ ta casa i neva pam y mig de neu". Popularment es diu que el mot neu voldria dir món, d'aquí que tradicionalment es considerés Juncosa com el mig del món.